# كوميونتي
كوميونتي (بالإنجليزية: Community وهي اختصار لـ Community College وتعني «كلية مجتمع») مسلسل تلفزيوني كوميدي أمريكي، من إعداد دان هارمون، عُرض على قناة هيئة الإذاعة الوطنية، وياهو! فيديو من 17 سبتمر، 2009 حتى 2 يونيو، 2015. يتُابع المسلسل مجموعة من طلبة إحدى الكليات الحكومية تدعى «غريندايل» في ولاية كولورادو. والمسلسل من بطولة جول ماكهايل وغيليان جاكوبس وداني بودي وإيفيت نيكول براون وأليسون بري ودونالد غلوفر وكين جونغ تشيفي تشيس وجيم راش.
حصل المسلسل على استحسان النقاد وظهر في العديد من قوائم أفضل المسلسلات التلفزيونية في الأعوام 2009 إلى 2011. في عام 2013، أطلق المسلسل على أقراص مدمجة وتوفر للعرض على مواقع هولو في الولايات المتحدة، وستان في أستراليا، ونتفليكس في المملكة المتحدة وكندا وإيرلندا وأمريكا اللاتينية.

## موضوع المسلسل
جيف وينغر محام سابق يفصل من قبل النقابة بعد أن يظهر بأنهُ زور شهادة المحاماة من جامعة كولومبيا. مما يظطرهُ الذهاب إلى جامعة «غريندايل» الحكومية للحصول على شهادة رسمية. سرعان ما ينجذب جيف بالطالبة والناشطة الاجتماعية «بريتا بري»، يتظاهر جيف بتشكيله مجموعة دراسة لقضاء الوقت مع بريتا. تسير الأمور عكس ما خطط جيف لهُ عندما تدعوا بريتا عبد نادر، شيرلي بينيت، آني إديسون، تروي بارنز، وبيرس هاوثورن، حيث يصبح أعضاء المجموعة أصدقاء مُقربين بالرغم من اختلافاتهم.

## الممثلين والشخصيات
- جويل ماكهايل؛ بدور جيف وينغر، محام سابق يرتاد جامعة غريندايل الحكومية بعد أن يطرد من شركة محاماة بسبب تزويرهُ شهادة البكالوريوس.
- غيليان جاكوبس؛ بدور بريتا بيري، طالبة في جامعة غريندايل، تدعي بأنها، ناشطة اجتماعية، ملحدة، ولاسلطوية.
- داني بودي؛ بدور عابد نظير، طالب في قسم الإنتاج السينمائي، من أصول فلسطينية، بولندية.
- إيفيت نيكول براون؛ بدور شيرلي بينيت، امرأة عزباء، مسيحية ملتزمة دينياً، ترتاد جامعة غريندايل، للحصول على شهادة إدارة أعمال.
- أليسون بري؛ بدور آني إديسون، طالبة شابة والأصغر سناً بالمجموعة.
- دونالد غلوفر؛ بدور تروي بارنز، لاعب كرة قدم أمريكية سابق، خسر منحة دراسية عندما تعرض لإصابة في الكتف.
- كين جونغ؛ بدور بين تشانغ، مدرس مضطرب نفسياً.
- تشيفي تشيس، بدور بيرس هاوثورن، شخص غني كبير بالعمر، يرتاد جتمعة غريندايل بسبب الضجر.
- جيم راش؛ بدور كريغ بيلتون، عميد جامعة غريندايل.

| الممثل            | الشخصية      | عدد الحلقات | الموسم | الموسم | الموسم | الموسم | الموسم | الموسم |
| الممثل            | الشخصية      | عدد الحلقات | 1      | 2      | 3      | 4      | 5      | 6      |
| ----------------- | ------------ | ----------- | ------ | ------ | ------ | ------ | ------ | ------ |
| جويل ماكهايل      | جيف وينغر    | 110         | رئيسي  | رئيسي  | رئيسي  | رئيسي  | رئيسي  | رئيسي  |
| غيليان جاكوبس     | بريتا بيري   | 110         | رئيسي  | رئيسي  | رئيسي  | رئيسي  | رئيسي  | رئيسي  |
| داني بودي         | عابد نظير    | 110         | رئيسي  | رئيسي  | رئيسي  | رئيسي  | رئيسي  | رئيسي  |
| أليسون بري        | آني إديسون   | 110         | رئيسي  | رئيسي  | رئيسي  | رئيسي  | رئيسي  | رئيسي  |
| إيفيت نيكول براون | شيرلي بينيت  | 99          | رئيسي  | رئيسي  | رئيسي  | رئيسي  | رئيسي  | متكرر  |
| جيم راش           | كريغ بيلتون  | 90          | متكرر  | رئيسي  | رئيسي  | رئيسي  | رئيسي  | رئيسي  |
| كين جونغ          | بين تشانغ    | 89          | رئيسي  | رئيسي  | رئيسي  | رئيسي  | رئيسي  | رئيسي  |
| دونالد غلوفر      | تروي بارنز   | 89          | رئيسي  | رئيسي  | رئيسي  | رئيسي  | متكرر  |        |
| تشيفي تشيس        | بيرس هاوثورن | 83          | رئيسي  | رئيسي  | رئيسي  | رئيسي  | ضيف    |        |

## الحلقات

### نظرة عامة
مقالة مفصلة: قائمة حلقات كوميونتي
| الموسم | الموسم | الحلقات | تاريخ البثّ      | تاريخ البثّ     | القناة               |
| الموسم | الموسم | الحلقات | أول بثّ          | آخر بثّ         | القناة               |
| ------ | ------ | ------- | --------------- | -------------- | -------------------- |
|        | 1      | 25      | 17 سبتمبر، 2009 | 20 مايو، 2010  | هيئة الإذاعة الوطنية |
|        | 2      | 24      | 23 سبتمبر، 2010 | 12 مايو، 2011  | هيئة الإذاعة الوطنية |
|        | 3      | 22      | 22 سبتمبر، 2011 | 17 مايو، 2012  | هيئة الإذاعة الوطنية |
|        | 4      | 13      | 7 فبراير، 2013  | 9 مايو، 2013   | هيئة الإذاعة الوطنية |
|        | 5      | 13      | 2 يناير، 2014   | 17 أبريل، 2014 | هيئة الإذاعة الوطنية |
|        | 6      | 13      | 17 مارس، 2015   | 2 يونيو، 2015  | ياهو! سكرين          |

معظم حلقات المسلسل سميت بأسماء حصص ودروس جامعية مثل: «الأنثروبولوجيا 101»، «مقدمة الأفلام». بدأ عرض الموسم الأول في 17 سبتمبر، 2009، أيام الخميس في الساعة 9:30 مساءاً. وبعد ثلاثة حلقات نُقل المسلسل إلى الساعة 8:00 مساءاً.
في يناير، 2010، أعلنت قناة «هيئة الإذاعة الوطنية» تمديدها الموسم الأول لخمسة وعشرون حلقة. في 5 مارس، 2010، جدد المسلسل لموسم ثان بدأ عرضهُ في 23 سبتمبر، 2010. في 17 مارس، 2011، جُدد المسلسل لموسم ثالث. في 10 مايو، 2012، جدد المسلسل لموسم رابع تكون من 13 حلقة. في 10 مايو، 2013، جدد المسلسل لموسم خامس. في 30 يونيو، 2014، أعلن بأن المسلسل سيعود لموسم سادس، تكون من 13 حلقة عُرض على ياهو! فيديو.

### حلقات الويب
بالإضافة إلى الحلقات التلفزيونية، أنتجت قناة هيئة الإذاعة الوطنية حلقات ويب. في 2 مارس، 2012، أعلن عن ثلاث حلقات رسوم متحركة عرضت على هولو قبل عودة المسلسل في موسمه الرابع.

## الإستقبال

### التصنيف
| الموسم | وقت العرض                                                                                | عدد الحلقات | أول عرض         | أول عرض                  | أول عرض      | آخر عرض        | آخر عرض                  | آخر عرض      | موسم سنة | المرتبة     | عدد المشاهدين (بالمليون) |
| الموسم | وقت العرض                                                                                | عدد الحلقات | تاريخ العرض     | عدد المشاهدين (بالمليون) | تصنيف 18 -49 | تاريخ العرض    | عدد المشاهدين (بالمليون) | تصنيف 18 -49 | موسم سنة | المرتبة     | عدد المشاهدين (بالمليون) |
| ------ | ---------------------------------------------------------------------------------------- | ----------- | --------------- | ------------------------ | ------------ | -------------- | ------------------------ | ------------ | -------- | ----------- | ------------------------ |
| 1      | 9:30 مساءاً، أيام الخميس (حتى 1 أكتوبر، 2009) 8:00 مساءاً أيام الخميس (منذ 8 أكتوبر، 2009) | 25          | 17 سبتمبر، 2009 | 7.89                     | 3.8          | 20 مايو، 2010  | 4.41                     | 2.0          | 2009–10  | #97 من 140  | 5.00                     |
| 2      | 8:00 مساءاً أيام الخميس                                                                   | 24          | 23 سبتمبر، 2010 | 5.01                     | 2.2          | 12 مايو، 2011  | 3.32                     | 1.5          | 2010–11  | #138 من 268 | 4.44                     |
| 3      | 8:00 مساءاً أيام الخميس                                                                   | 22          | 22 سبتمبر، 2011 | 3.93                     | 1.7          | 17 مايو، 2012  | 2.48                     | 1.3          | 2011–12  | #144 من 195 | 4.03                     |
| 4      | 8:00 مساءاً أيام الخميس                                                                   | 13          | 7 فبراير، 2013  | 3.88                     | 1.9          | 9 مايو، 2013   | 3.08                     | 1.3          | 2012–13  | #133 من 187 | 3.58                     |
| 5      | 8:00 مساءاً أيام الخميس                                                                   | 13          | 2 يناير، 2014   | 3.49                     | 1.3          | 17 أبريل، 2014 | 2.87                     | 1.0          | 2013–14  | #96 من 149  | 3.00                     |

## البثّ المشترك
في 14 مارس، 2012، أعلنت قناة كوميدي سنترال عن شرائها حقوق البثّ التلفزيوني للمسلسل، بدأ القناة بعرض المسلسل في سبتمبر، 2013، على قنواتها المحلية في الولايات المتحدة. بثّ المسلسل في كندا على قنوات «شبكة الكوميديا» في سبتمبر، 2012.

## وصلات خارجية
- كوميونتي على موقع هيئة الإذاعة الوطنية
- كوميونتي على موقع ياهو! سكرين
- كوميونتي على موقع IMDb (الإنجليزية)
- كوميونتي على موقع ميتاكريتيك (الإنجليزية)
- كوميونتي على موقع روتن توميتوز (الإنجليزية)
- كوميونتي على موقع نتفليكس (الإنجليزية)
- كوميونتي على موقع أول موفي (الإنجليزية)
- كوميونتي على موقع فيلمافينيتي (الإسبانية)
- كوميونتي على موقع كينوبويسك (الروسية)
- كوميونتي على موقع ألو سيني (الفرنسية)
- كوميونتي على موقع قاعدة بيانات الفيلم (الإنجليزية)